# Phạm Ngọc Chi (chính khách)
Phạm Ngọc Chi (sinh ngày 15 tháng 10 năm 1949) là chính trị gia người Việt Nam. Ông từng giữ chức vụ Chủ tịch Ủy ban nhân dân tỉnh Phú Yên từ năm 2006 đến năm 2010.

## Tiểu sử
Phạm Ngọc Chi sinh ngày 15 tháng 10 năm 1949, quê quán tại xã An Nghiệp, huyện Tuy An, tỉnh Phú Yên.
Phạm Ngọc Chi hoàn thành hệ trung học phổ thông 12/12.
Phạm Ngọc Chi bắt đầu tham gia cách mạng từ tháng 1 năm 1968.
Ngày 26 tháng 11 năm 1969, Phạm Ngọc Chi được kết nạp vào Đảng Cộng sản Việt Nam, thành đảng viên chính thức một năm sau đó, vào ngày 26 tháng 11 năm 1970.
Ông có trình độ cử nhân lí luận chính trị Đảng Cộng sản Việt Nam.
Phạm Ngọc Chi có bằng Cử nhân Luật.
Ngày 21 tháng 3 năm 2006, Tỉnh ủy Phú Yên khóa 14 họp bất thường đã giới thiệu Phạm Ngọc Chi, Phó Bí thư Tỉnh ủy Phú Yên ứng cử chức vụ Chủ tịch Ủy ban nhân dân tỉnh Phú Yên nhiệm kì 2004-2009 (100% phiếu thuận).
Ngày 13 tháng 4 năm 2006, tại kì họp lần thứ 6 bất thường của Hội đồng nhân dân tỉnh Phú Yên khóa 5 nhiệm kì 2004-2009, Phạm Ngọc Chi, Phó Bí thư Tỉnh ủy Phú Yên, được Đinh Thanh Đồng, Phó Bí thư Thường trực Tỉnh ủy Phú Yên, Bí thư Đảng đoàn – Chủ tịch Hội đồng nhân dân tỉnh Phú Yên, thay mặt Thường trực Hội đồng nhân dân tỉnh Phú Yên giới thiệu ứng cử chức vụ Chủ tịch Ủy ban nhân dân tỉnh Phú Yên nhiệm kì 2004-2009 thay cho ông Đào Tấn Lộc. Đào Tấn Lộc ngay trước đó đã xin từ chức Chủ tịch Ủy ban nhân dân tỉnh Phú Yên với lí do tập trung cho nhiệm vụ Bí thư Tỉnh ủy. Kết quả Phạm Ngọc Chi đắc cử chức Chủ tịch Ủy ban nhân dân tỉnh Phú Yên khóa 5 nhiệm kì 2004-2009.
Ngày 11 tháng 1 năm 2010, tại kì họp thứ 16 bất thường của Hội đồng nhân dân tỉnh Phú Yên khóa 5 nhiệm kì 2004-2011, các đại biểu Hội đồng nhân dân tỉnh Phú Yên đã miễn nhiệm chức vụ Chủ tịch Ủy ban nhân dân tỉnh Phú Yên nhiệm kì 2004-2011 của ông Phạm Ngọc Chi để ông nghỉ hưu, thay thế ông là Phạm Đình Cự, Phó Bí thư Thường trực Tỉnh ủy Phú Yên.

## Phong thưởng
- Huân chương Kháng chiến hạng Ba[1]
- Huân chương Giải phóng hạng Ba[1]
- Huân chương Quyết thắng hạng Nhất[1]
- Huân chương Lao động hạng Ba[1]